# レオ10世 (ローマ教皇)
レオ10世（Leo X, 1475年12月11日 - 1521年12月1日）は、ルネサンス期のフィレンツェのシニョーレ（在位：1512年 - 1513年）、ローマ教皇（在位：1513年 - 1521年）。本名はジョヴァンニ・デ・メディチ（Giovanni de Medici）。

## 生涯
フィレンツェの黄金時代を築いたロレンツォ・デ・メディチの次男。父と教皇インノケンティウス8世の後押しにより1492年、16歳で枢機卿となる。同年ロレンツォの死去後、メディチ家の権勢は衰え、1494年に兄のピエロ、弟のジュリアーノと共にフィレンツェを追放される。追放中はイタリア各地を転々としたのち、ローマに落ち着く。1503年の兄の死後、ユリウス2世の支持の元、1512年スペイン軍と共にフィレンツェに侵攻。メディチ家の復権を果たしている（教皇選出後はフィレンツェを親族に任せ、間接的に統治した）。
1513年、ユリウス2世の死後、37歳で即位する（「最年少にして、最も醜男の教皇」と呼ばれた）。戦争好きであったユリウス2世とは対照的に、平和主義者として振る舞い、外交ではイタリアを巡るフランスと神聖ローマ帝国の対立の中にあって、父譲りの政治感覚を発揮した。
1515年、フランス国王フランソワ1世がミラノに侵攻する状況になると、フランスと妥協し、ボローニャ協定を結ぶ。1519年、神聖ローマ帝国皇帝マクシミリアン1世の死後に行われた皇帝選挙では、マクシミリアン1世の孫、カール5世の即位を阻むため、フランソワ1世を支援するが失敗。カール5世が皇帝に選出されるが、マルティン・ルターの宗教改革に対抗する必要上、秘かにカール5世と同盟を結んだ。
内政では前教皇ユリウス2世によって始められた第5ラテラン公会議を継続したが、結局、根本的な改革には手を付けないまま終了してしまった。一方でメディチ家の勢力拡大を図り、1513年からフィレンツェを任せていたジュリアーノが死去した1516年に後を継いだ甥（ピエロの遺児）のロレンツォをウルビーノ公に指名、本来のウルビーノ公フランチェスコ・マリーア1世を追放したが、ロレンツォは1519年に一人娘カテリーナを残して急死、フランチェスコ・マリーア1世が復帰して領土拡大に失敗した。
レオ10世が教皇として業績を残すのは、政治の面ではなく、文化の面であった。前教皇が着手したサン・ピエトロ大聖堂の建設を引継ぎ、ミケランジェロ、ラファエロらの芸術家のパトロンとなり、ローマを中心とするルネサンス文化は最盛期を迎えた。教皇戴冠式の際に建てられた仮設凱旋門には、「かつてウェヌス（アレクサンデル6世）が支配し、その後マルス（ユリウス2世）が治め、今やミネルヴァ（レオ10世）の時代が来らん」という銘文が掲げられた。
聖堂や広場、洗礼堂の修復を行い、前教皇に続きラファエロを贔屓にし、自らの肖像画やシスティーナ礼拝堂の壁掛け、バチカン宮殿回廊の天井画・壁画などを制作させた。ラファエロが若くして亡くなったときは非常に悲しんだ。
ミケランジェロとは幼い頃から共に過ごした仲であるが、芸術家の気難しい性格を敬遠してローマから遠ざけ、フィレンツェでサン・ロレンツォ教会（メディチ家の礼拝堂など）の仕事を行わせた。
1517年にサン・ピエトロ大聖堂建設資金のためにドイツでの贖宥状（俗に言う「免罪符」）販売を認めたことが、ルターによる宗教改革の直接のきっかけになった（レオ10世による贖宥状）。また、行列や宴会など、とにかく贅沢が好きで湯水のように浪費を続けた。享楽に満ちた聖都ローマは、ルターに「新しきバビロン」と非難された。教皇庁には未曾有の財政破綻が起こり、「レオ10世は3代の教皇の収入を1人で食いつぶした。先代ユリウス2世の蓄えた財産と、レオ10世自身の収入と、次の教皇の分の3人分を」とも言われた。
1521年10月11日、ルターを非難したイングランド王ヘンリー8世に「信仰の擁護者」の称号を授けたが、後にヘンリー8世は離婚問題で教皇クレメンス7世と対立した果てにイングランド国教会を創設、皮肉にもプロテスタントの一派を形成していった。ただし、教義自体はカトリックとの共通点が多く、称号も後のイングランド王に代々受け継がれていった。
同年、45歳で急死した。風邪をこじらせた、あるいはマラリアのためとされるが、毒殺説もある（1517年にも暗殺計画が発覚している）。また暴飲暴食が原因など様々な死因が伝えられているが、実際は病弱であった。次の教皇は1522年にハドリアヌス6世が選出されたが、わずか1年で死去、従弟のクレメンス7世が1523年に教皇になった。